# Rettungsmedaille des Landes Sachsen-Anhalt

Die Vorderseite der Rettungsmedaille (grafische Darstellung)

Die Rettungsmedaille des Landes Sachsen-Anhalt wurde am 7. September 2005 vom Ministerpräsidenten Wolfgang Böhmer als staatliche Anerkennung gestiftet. Sachsen-Anhalt war somit das letzte der fünf neuen Bundesländer, das nach der Wiedervereinigung eine Rettungsmedaille gestiftet hat.

## Verleihungsvoraussetzungen
Die Rettungsmedaille wird an Personen verliehen, die unter Einsatz ihres eigenen Lebens Menschenleben gerettet oder eine für die Allgemeinheit drohende erhebliche Gefahr abgewendet haben. Wenn bei einer Rettungstat keine unmittelbare Lebensgefahr für den Retter bestand, dann wird anstelle der Verleihung der Rettungsmedaille eine öffentliche Belobigung ausgesprochen. Beide Ehrungen kommen nur in Betracht, wenn die Rettungstat auf dem Gebiet des Landes Sachsen-Anhalt erfolgt ist, oder der Retter seinen Wohnsitz in diesem Bundesland innehat. Für Rettungstaten außerhalb der Landesgrenzen von Sachsen-Anhalt kommt eine Anerkennung nur in Betracht, wenn der Retter keine staatliche Anerkennung des Landes erhalten hat, in dem er die Rettungstat ausgeführt hat.

### Verleihungsausnahmen
- a) Personen, denen der Schutz des Lebens anderer aus dienstlichen oder beruflichen Gründen anvertraut ist, bzw. denen die Abwendung von Gefahren von der Allgemeinheit obliegt, wird die staatliche Anerkennung, d. h. die Rettungsmedaille oder die öffentliche Belobigung nur gewährt, wenn diese bei der Ausübung der Rettungstat die ihnen obliegenden Pflichten erheblich überschritten haben.

- b) Personen, die sich im Rahmen von Brand- bzw. Hilfeleistungseinsätzen, auch in Katastrophenfällen, durch besonderes Verhalten ausgezeichnet haben, erhalten die Rettungsmedaille aber nicht. Sie sind stattdessen mit dem Brandschutz-Ehrenzeichen oder dem Katastrophenschutz-Ehrenzeichen auszuzeichnen.

Das Land Sachsen-Anhalt hat überdies geregelt, dass die Rettungsmedaille am Bande wiederholt verliehen werden kann, auch an Retter, die bei der Rettungstat ihr Leben verloren haben (postum).

## Verleihungsverfahren
Anregungen, welche eine staatliche Anerkennung in Form der Rettungsmedaille oder der öffentlichen Belobigung nach sich ziehen, sind von den Landkreisen bzw. kreisfreien Städte, in denen der Retter seinen gewöhnlichen Wohnort innehat, sind auf dem Dienstweg an die obersten Landesbehörden zu richten. Die Landkreise bzw. kreisfreien Städte haben dem Antrag einen Bericht beizulegen, der eine schlüssige Darstellung der Rettungstat wiedergibt. Er muss außerdem enthalten:
- a) Vor- und Zuname, Alter und Anschrift des Retters sowie des Geretteten,
- b) Datum, Ort und Uhrzeit der Rettungstat, sowie
- c) bei Personen, die aufgrund von Dienst- oder Berufsverhältnissen eine Rettungstat vollbracht haben eine extra Begründung

Der Antrag ist sodann von den Landkreisen bzw. kreisfreien Städte ebenfalls auf dem Dienstweg an das Ministerium des Innern zu senden. Das Innenministerium prüft in der Folge, ob die Rettungsmedaille oder eine öffentliche Belobigung in Betracht kommt und leitet seine Entscheidung den Ministerpräsidenten weiter.

## Verleihungsprozedere
Die letztendliche Entscheidung, ob die Rettungsmedaille verliehen oder eine öffentliche Belobigung ausgesprochen wird, trifft der Ministerpräsident. Die Aushändigung der Rettungsmedaille mit Urkunde erfolgt dann im Anschluss durch den Ministerpräsidenten selbst, er kann diese Verleihungsbefugnis aber auch an den Minister des Innern übertragen. Die öffentliche Belobigung mit Urkunde andererseits, wird vom Minister des Innern, ebenfalls mit Urkunde, vollzogen. Auch er kann im Einzelfall die Aushändigung an andere Personen delegieren. Die Rettungsmedaille geht dabei in das Eigentum des Beliehenen über. Bei postumen Verleihungen, wird die Rettungsmedaille nebst Urkunde den Hinterbliebenen ausgehändigt. Nach Einverständnis des Retters, wird die Verleihung der Rettungsmedaille sowie die öffentliche Belobigung im Ministerialblatt des Landes Sachsen-Anhalt öffentlich bekannt gemacht.

## Form, Beschaffenheit und Trageweise der Rettungsmedaille
Die Rettungsmedaille besteht aus Feinsilber und hat einen Durchmesser von 30 mm. Sie zeigt auf ihrer Vorderseite das Landeswappen des Landes Sachsen-Anhalt und die halbkreisförmige Umschrift: Sachsen-Anhalt Wappen und Schriftzug sind dabei erhaben geprägt. Die Rückseite trägt mittig den erhaben geprägten Schriftzug: Für Rettung aus Gefahr, wobei der Schriftzug selber von einem umlaufenden Eichenlaubkranz eingefasst ist. Getragen wird die Rettungsmedaille an einem gelb-schwarzen Band mit silber gesäumten Bandrändern. An Stelle der Rettungsmedaille kann auch eine Bandschnalle getragen werden, in der mittig eine Miniatur der Vorderseite der Rettungsmedaille aufgebracht ist.